# Steatosi epatica
La steatosi epatica (comunemente detto fegato grasso) è una patologia cellulare legata all'accumulo intracellulare di trigliceridi (steatosi) a livello del tessuto epatico.
Può comportare una serie di danni fino alla necrosi della cellula, poiché il fegato è particolarmente sensibile ai processi steatosici per essere un organo chiave nel metabolismo dei lipidi, responsabile dell'inattivazione di numerose sostanze tossiche e la cui circolazione è prevalentemente venosa (quindi costantemente vicino a una situazione di ipossia).

## Tipologie
Le steatosi epatiche possono essere classificate in base all'eziologia in steatosi da aumentato apporto di grassi, steatosi da ridotto smaltimento di grassi e steatosi da aumentata sintesi endogena di grassi.
- Steatosi da aumentato apporto di grassi: steatosi la cui causa risiede in una dieta iperlipidica o in un'aumentata mobilizzazione dei NEFA. Quest'ultima a sua volta può essere causata da molteplici fattori tra cui stress, ormoni, caffeina e digiuno prolungato (in questo caso si ha un quadro reversibile) o da altre patologie come diabete mellito e glicogenosi di tipo I (entrambe le patologie sono caratterizzate da un deficit insulinico con conseguente aumento della lipolisi e quindi dei NEFA circolanti; si tratta di un quadro irreversibile).
- Steatosi da ridotto smaltimento di grassi: steatosi la cui causa può essere una dieta ipoproteica, una diminuita sintesi di apolipoproteine (ad esempio per avvelenamento da tetracloruro di carbonio, aflatossina B1 o puromicina), deficit di colina, deficit di vitamina B12, eccesso di vitamina PP o ipossia.
- Steatosi da aumentata sintesi: steatosi dovute a un accumulo di lipidi di sintesi endogena a partire da acetato. Esempi clinicamente importanti sono le steatosi provocate da barbiturici (in grado di stimolare la sintesi di acidi grassi a partire da acetil-CoA) e quelle da abuso di alcool (l'etanolo viene infatti metabolizzato ad acetaldeide prima e ad acetato poi).

### La steatosi epatica alcolica
L'alcool (etanolo) ha svariati effetti sul nostro organismo (ad esempio a livello del sistema nervoso centrale deprime i centri inibitori, mentre a livello gastrico ha un potente effetto infiammatorio), ma i peggiori sono quelli a livello epatico.
Nel fegato l'etanolo viene metabolizzato ad acetaldeide seguendo tre possibili vie:
- Nei perossisomi viene metabolizzato dalle catalasi con produzione di una molecola di acqua. Si tratta di una reazione dannosa in quanto comporta la produzione di specie reattive dell'ossigeno (radicali liberi).
- Nel citoplasma viene metabolizzato dall'enzima alcool deidrogenasi (ADH). Si tratta di una reazione di ossidazione che comporta la riduzione di una molecola di NAD+ a NADH. Quest'aspetto non va sottovalutato perché il NADH prodotto andrà a favorire la reazione che permette di passare dal diossiacetone-3-fosfato (DOAP) al glicerolo-3-fosfato (G3P) che infine contribuirà alla sintesi di trigliceridi andando indirettamente a favorire la steatosi.
- Contribuisce a circa il 20% del metabolismo dell'etanolo il Drug Metabolysing System a livello microsomiale: il citocromo P450 (principalmente CYP2E1) catalizza la reazione di ossidazione dell'etanolo riducendo il proprio ione di ferro (che verrà poi riossidato per poter essere nuovamente riutilizzato). Occorre notare che questo particolare meccanismo, noto anche come MEOS, è un sistema inducibile quindi il numero degli enzimi presenti nel caso di un etilista cronico sarà molto elevato e l'etanolo verrà convertito ad acetaldeide molto più velocemente.

L'acetaldeide è una molecola estremamente tossica per il nostro organismo e può seguire varie strade metaboliche:
- A livello mitocondriale può essere metabolizzata dall'enzima acetaldeide deidrogenasi ad acetato. L'acetato così prodotto è la causa primaria dello sviluppo della steatosi di origine alcolica.
- L'acetaldeide non metabolizzata favorisce la lipoperossidazione, una reazione molto pericolosa in quanto può provocare danni a livello di vari organelli cellulari (come mitocondri e RER) e alla membrana cellulare (tra le cui componenti principali troviamo i fosfolipidi). Dal punto di vista della steatosi i danni ai mitocondri possono rallentare la β-ossidazione contribuendo in questo modo all'accumulo di lipidi intracellulari (e quindi alla steatosi), mentre i danni al RER provocano una diminuzione della sintesi proteica, ivi compresa la sintesi delle apolipoproteine.
- Un ulteriore effetto tossico dell'acetaldeide è quello di consumare gli antiossidanti a livello epatico, causando la deplezione di glutatione e SAM (S-adenosil metionina). L'acetaldeide inibisce MAT (metionin-adenosin-transferasi) responsabile della sintesi di SAM a partire dalla metionina e indirettamente del glutatione stesso (infatti il glutatione si ottiene a partire dalla metionina con una lunga serie di reazioni). Tutto questo ha principalmente due effetti:
  1. La diminuzione del glutatione è sinonimo di minore difesa verso i radicali liberi e quindi un maggior rischio di danno cellulare, di mutazione e indirettamente d'insorgenza di un tumore.
  2. La deplezione di SAM comporta una ipometilazione degli acidi nucleici della cellula e questo potrebbe essere correlabile con una maggiore probabilità di cancerogenesi.
- Infine l'acetaldeide ha anche la capacità di formare addotti proteici e lipidici, cosa che stimola la risposta linfocitaria e macrofagica del nostro organismo con conseguente produzione di citochine e specie reattive dell'ossigeno e quindi flogosi. Nel caso dell'etilista cronico si tratterà chiaramente di un'infiammazione cronica con conseguente stimolazione di collagenosintesi e proliferazione di cellule stellate, primo passo verso l'evoluzione cirrotica e la compromissione dell'organo.

### Steatosi epatica non alcoolica (NAFLD)
La steatosi epatica non alcoolica o patologia epatica grassa non alcoolica (NAFLD, Non Alcoholic Fatty Liver Disease) è presente negli obesi con un'incidenza del 57-74% e spesso associata al diabete di tipo II, alla dislipidemia (30-75%), condizioni che riconoscono nell'insulino-resistenza e nella stimolazione della lipogenesi il principale fattore patogenetico. All'ecografia molti soggetti presentano segni di steatosi epatica senza manifestazioni cliniche evidenti. I soggetti diabetici insulino-resistenti presentano una spiccata attività lipolitica, cui corrisponde un sovraccarico della β-ossidazione e quindi un contributo alla steatosi. L'eccesso di acidi grassi comporta la loro lipoperossidazione che può innescare un processo infiammatorio cronico (steatoepatite non alcoolica: NASH, Non Alcoholic Steato-Hepatitis) che termina con l'evoluzione cirrotica e la compromissione dell'organo.

## Diagnosi
La steatosi epatica può essere diagnosticata da un esame del sangue. Esso evidenzia se il metabolismo è stato alterato e si è a rischio di complicazioni cardiovascolari o neoplasie non epatiche, al colon, alla mammella o al pancreas, ad esempio.

## Complicazioni
La steatosi precede la sindrome metabolica che si rivela nei seguenti sintomi: obesità, ipertensione, colesterolo.